# 정조필 국화도
정조필 국화도(正祖筆 菊花圖)는 서울특별시 중구, 동국대학교박물관에 있는 조선시대 정조(재위 1776∼1800)가 그린 국화그림이다. 1982년 12월 7일 대한민국의 보물 제744호로 지정되었다.

## 개요
정조필(正祖筆) <국화도(菊花圖)>는 조선시대 정조(재위 1776∼1800)가 그린 국화그림이다. 정조는 시와 글에 능하였을 뿐만 아니라 그림에도 뛰어났다고 한다. 
가로 51.3cm, 세로 86.5cm 크기의 이 그림은 화면 왼쪽에 치우쳐 그린 바위와 풀위에 세 방향으로 나 있는 세송이의 들국화를 그렸다. 돌과 꽃잎을 묽은 먹으로, 국화잎은 짙은 먹으로 표현하여 구별하였는데, 이러한 농담 및 강약의 조화를 통하여 생동감을 느끼게 한다. 
꾸밈이나 과장없이 화면을 처리한 점은 다른 화가의 그림에서 찾아볼 수 없는 특징으로 파초도(보물 제743호)와 함께 몇 점 남지 않은 정조의 그림으로 회화사 연구에 귀중한 자료가 되고 있다.

## 같이 보기
- 조선 정조
- 정조필 파초도 - 보물 제743호

## 참고 자료
- 정조필 국화도 - 국가유산청 국가유산포털